# Benedict Arnold

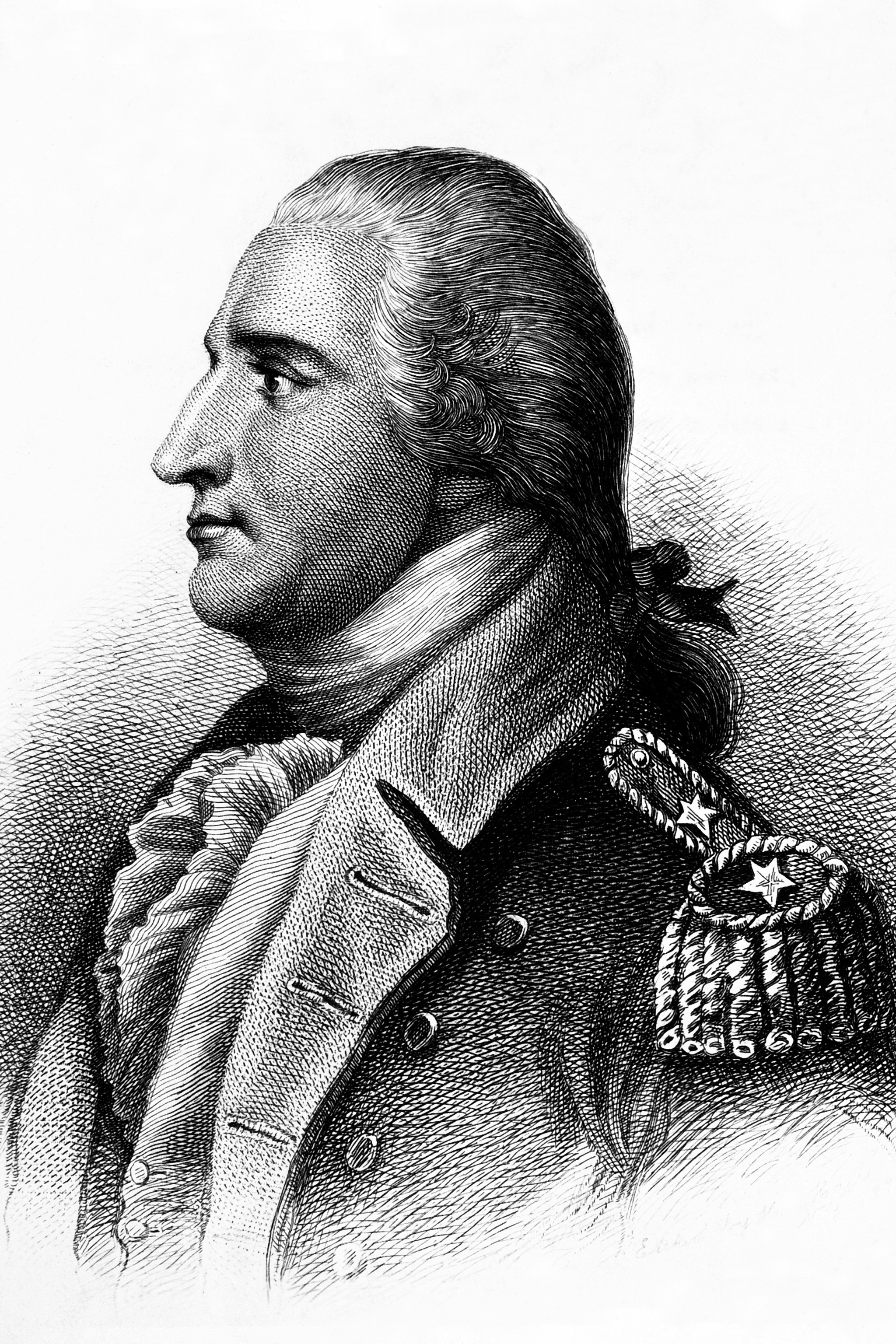
Benedict Arnold.

Benedict Arnold, född 14 januari 1741 i Norwich, Connecticut, död 14 juni 1801 i London, England, var en amerikansk och brittisk general.

## Biografi
Arnold, som ursprungligen var köpman, blev en av de ledande krafterna i det amerikanska frihetskriget och bidrog verksamt genom personligt mod och militär duglighet till flera amerikanska framgångar, särskilt segern i slaget vid Saratoga 1777. Emellertid inledde han 1780 underhandlingar med den engelske generalen Clinton om överlämnandet av den viktiga försvarspositionen och ammunitionsdepån West-Point, men förräderiet upptäcktes och han var tvungen att fly till engelsmännen.
Arnolds förräderi uppdagades den 23 september 1780, då den brittiske majoren John André tillfångatogs av amerikanerna. Han bar då med sig information som påvisade att Arnold skulle förråda revolutionen genom att kapitulera vid West Point. Arnold flydde då över till den brittiska sidan, där han utnämndes till brigadgeneral, fick en årlig pension och en klumpsumma om 6 000 pund. Han ledde brittiska och lojalistiska trupper i Virginia, där hans män nästan lyckades tillfångata Thomas Jefferson, och i Connecticut. Vintern 1782 flyttade han till London där han blev väl mottagen av Georg III och torypartiets anhängare, men blev utfryst av whigpartiets anhängare.
Hans namn har blivit ett uttryck för spioneri och landsförräderi, främst i USA där man ofta kallar landsförrädare just Benedict Arnolds.